# ۱۸۸۳
در این صفحه وقایع مهم سال ۱۸۸۳ میلادی فهرست شده‌اند.

## زادروزها
- ۳ ژانویه – کلمنت اتلی، سیاست‌مدار بریتانیایی (د. ۱۹۶۷)
- ۶ ژانویه – جبران خلیل جبران، نویسنده، شاعر، مجسمه‌ساز، نقاش، فیلسوف، و هنرمند لبنانی (د. ۱۹۳۱)
- ۸ فوریه – یوزف شومپیتر، اقتصاددان اتریشی (د. ۱۹۵۰)
- ۱ آوریل – لان چنی، بازیگر و کارگردان آمریکایی (د. ۱۹۳۰)
- ۹ مه – خوزه ارتگا یی گاست، فیلسوف اسپانیایی (د. ۱۹۵۵)
- ۱۶ مه – جلال بایار، سیاست‌مدار اهل ترکیه (د. ۱۹۸۶)
- ۱۸ مه – والتر گروپیوس، معمار آلمانی (د. ۱۹۶۹)
- ۵ ژوئن – جان مینارد کینز، ریاضی‌دان، فیلسوف، اقتصاددان، و سیاست‌مدار بریتانیایی (د. ۱۹۴۶)
- ۱۸ ژوئن – ماری آلدن، بازیگر آمریکایی (د. ۱۹۴۶)
- ۲۱ ژوئن – لوئیس کومپانیس، سیاست‌مدار و وکیل اسپانیایی (د. ۱۹۴۰)
- ۲۸ ژوئن – پیر لاوال، سیاست‌مدار فرانسوی (د. ۱۹۴۵)
- ۳ ژوئیه – فرانتس کافکا، از بزرگترین نویسندگان جهان (د. ۱۹۲۴)
- ۱۰ ژوئیه – یوهانس بلاسکوویتس، سرباز آلمانی (د. ۱۹۴۸)
- ۱۶ ژوئیه – چارلز شیلر، عکاس و نقاش آمریکایی (د. ۱۹۶۵)
- ۲۶ ژوئیه – ادوین بالمر، نویسنده آمریکایی (د. ۱۹۵۹)
- ۹ نوامبر – ادنا می اولیور، بازیگر آمریکایی (د. ۱۹۴۲)

## درگذشت‌ها
- ۱۳ فوریه، ریچارد واگنر آهنگساز آلمانی
- ۱۴ مارس، کارل مارکس فیلسوف آلمانی
- ۳۰ آوریل، ادوار مانه نقاش فرانسوی
- ۳ سپتامبر، ایوان تورگنیف نویسندهٔ روسی
- ۲۶ مه – عبدالقادر الجزایری، سرباز و سیاست‌مدار اهل الجزیره (ز. ۱۸۰۸)
- ۲۶ ژوئن – ادوارد سابین، ستاره‌شناس، مهندس، فیزیک‌دان، و کاشف ایرلندی (ز. ۱۷۸۸)
- ۱۳ دسامبر – ویکتور دو لاپراد، سیاست‌مدار و شاعر فرانسوی (ز. ۱۸۱۲)